# إليدا كامبودونيكو
كانت إليدا لويزا كامبودونيكو مورينو (6 أغسطس عام 1894 - 6 يناير عام 1960) معلمة ومحامية بنمية ومدافعة عن حقوق المرأة. كانت واحدة من مؤسسي الحزب الوطني النسوي البنمي، وعملت تجاه حصول النساء على حقهن في الإدلاء بأصواتهن. كذلك يرجع إليها الفضل في تأسيس الفرع البنمي من جمعية قطرة حليب، وذلك فضلًا عن كونها ثاني امرأة محامية في بنما. التحقت كامبودونيكو بالسلك الدبلوماسي بعد نيل النساء حق الاقتراع، وغدت أول سفيرة في أمريكا اللاتينية بعدما عينت سفيرة عن دولة بنما في المكسيك سنة 1952.

## النشأة والتعليم
ولدت إليدا لويزا كامبودونيكو مورينو في بلدة ماكاراكاس الواقعة ضمن مقاطعة لوس سانتوس التابعة لدائرة البرزخ في كولومبيا بتاريخ 6 أغسطس عام 1894. كان والداها يدعيان خوسيفا ماريا مورينو وخوسيه كامبودونيكو. كانت والدتها بنمية الجنسية، وهي ابنة الطبيب مانويل بالبينو مورينو، في حين كان والدها تاجرًا ومزارعًا من أصول إيطالية. نالت بنما استقلالها عن كولومبيا حين كانت إليدا في التاسعة من العمر في عام 1903. استكملت تعليمها الابتدائي في بلدة لا فيلا دي لوس سانتوس لتنتقل بعدها إلى مدينة بنما، وهناك استوفت تعلميها الثانوي في مدرسة سانتا ماريا الكاثوليكية للفتيات. سافرت كامبودونيكو بصحبة شقيقها دوميلويس إلى بلدة بيلينزونا في كانتون تيسينو السويسري الواقع ضمن جبال الألب الإيطالية، وذلك بهدف دراسة أصول التعليم. حازت على درجة الماجستير في أصول التعليم عن تدريسها طلبة رياض الأطفال والمدارس الابتدائية في عام 1919، وذلك فضلًا عن حصولها على شهادات في تعليم اللغات الفرنسية والإيطالية والإسبانية. باشرت بتدريس الجغرافيا والتاريخ في المدرسة التأهيلية الخاصة بالمعلمين بعد عودتها إلى مدينة بنما. سرعان ما تزوجت من خوسيه دانييل كريسبو والذي كان يعمل كمعلم. تعرض الاثنان للفصل من المدرسة العادية نظرًا لاعتبار الأساليب التعليمية التي استعانوا بها تقدمية للغاية. قام الاثنان بافتتاح أول مدرسة لتأهيل معلمي رياض الأطفال، والتي استخدمت أسلوب مونتيسوري في التعليم. اتخذ الزوج من منزلهما مقرًا لعمليات المدرسة.

## النشاط السياسي
انضمت كامبودونيكو إلى كل من أوتيليا أروسمينا دي تخيرا وكلارا غونزالز وإنركيتا مورالس وسارة سوتيلو وأسسوا الحزب الوطني النسوي (بّي إن إف) والجمعية الوطنية للتقدم النسائي في عام 1923. شغلت كامبودونيكو منصب نائب رئيس الحزب الوطني النسوي. بادر هؤلاء النسوة إلى تأسيس مدرسة الثقافة النسوية بالتعاون مع روزا نافاس خلال السنة التالية. رمت هذه المدرسة إلى إعطاء محاضرات عن الشؤون المدنية والتاريخ والسياسة، وهو ما من شأنه أن يلعب دورًا في تحضير النساء للمشاركة في الميادين المهنية والمجتمعية. هدفت جميع هذه المنظمات إلى فتح الباب أمام مشاركة النساء في مختلف جوانب الحياة المدنية والاقتصادية والاجتماعية والسياسية ضمن المجتمع البنمي. كذلك ساعدت كامبودونيكو خلال هذه الفترة على إنشاء فرع بنمي لمنظمة قطرة حليب، وهي منظمة إنسانية تهدف إلى توفير الحليب للأطفال ممن يعانون من سوء التغذية.

## المسيرة القانونية والحملات الانتخابية
شرعت بارتياد مدرسة الحقوق الحرة في بنما عقب إنجابها لأربعة أطفال خلال ثلاثينيات القرن العشرين. أصبحت ثاني امرأة بنمية تتخرج بشهادة في الحقوق -كانت الأولى كلارا غونالز- بعد تقديمها لأطروحة حملت عنوان «جرائم النساء في بنما» سنة 1935.

## المناصب الحكومية والحياة اللاحقة
عينت كامبودونيكو في وزارة الشؤون الخارجية التابعة للاتحاد الوطني النسائي، وعملت كممثلة قانونية لتنوب عن عدة نقابات عمالية ومن ضمنهم اتحاد الأساتذة البنميين. أضحت أول سفيرة في أمريكا اللاتينية في عام 1952، وذلك بعد تعيينها كسفيرة عن بنما في المكسيك. عادت إلى بنما عقب تقاعدها من السلك الدبلوماسي، ومارست العمل التجاري حتى وفاتها في مدينة بنما بتاريخ 6 يناير عام 1960.